# Peropteryx macrotis
Peropteryx macrotis (Wagner, 1843) è un pipistrello della famiglia degli Emballonuridi diffusa nell'America centrale e meridionale.

## Descrizione

### Dimensioni
Pipistrello di piccole dimensioni, con la lunghezza della testa e del corpo tra 42 e 53 mm, la lunghezza dell'avambraccio tra 43 e 48 mm, la lunghezza della coda tra 11 e 15 mm, la lunghezza del piede tra 8 e 10 mm, la lunghezza delle orecchie tra 14 e 16 mm e un peso fino a 7 g.

### Aspetto
La pelliccia è moderatamente lunga, soffice ed opaca. Le parti dorsali sono bruno-rossastre, occasionalmente marroni scure, mentre le parti ventrali sono bruno-grigiastre. Il muso è appuntito e privo di peli, la fronte è alta e con una frangia di lunghi peli. Le orecchie sono triangolari, con l'estremità arrotondata, bruno-grigiastre, ricoperte di pliche cutanee nella superficie interna del padiglione auricolare e ben separate tra loro. Il trago è corto e con l'estremità arrotondata, mentre l'antitrago è semi-circolare, lungo e si estende in avanti quasi fino all'angolo posteriore della bocca. Le membrane alari sono nerastre e attaccate posteriormente sulle caviglie, una sacca ghiandolare è presente tra l'avambraccio e il primo metacarpo è disposta parallelamente al corpo, si estende fino al bordo d'entrata alare e si apre in avanti e si apre in avanti. La coda è relativamente lunga e fuoriesce dall'uropatagio a circa metà della sua lunghezza. Il calcar è lungo.

## Biologia

### Comportamento
Si rifugia in gruppi di 10-20 individui, eccezionalmente fino a 80, in piccole grotte, fessure superficiali, templi Maya e chiese spesso in prossimità di fonti d'acqua. Ogni esemplare rimane sospeso singolarmente sulle pareti verticali vicino alle entrate. L'attività predatoria inizia al tramonto o subito dopo.

### Alimentazione
Si nutre di insetti.

## Distribuzione e habitat
Questa specie è diffusa dagli stati messicani di Guerrero e della Penisola dello Yucatán attraverso il Belize, Guatemala, El Salvador, Nicaragua, Honduras, Costa Rica, Panama, Colombia, Venezuela, Guyana, Suriname, Guyana francese, Ecuador, Brasile, Perù fino alla Bolivia.
Vive nelle zone aride stagionalmente con presenza di grotte calcaree fino a 700 metri di altitudine.

## Conservazione
La IUCN Red List, considerato il vasto areale e la popolazione presumibilmente numerosa, classifica P.macrotis come specie a rischio minimo (Least Concern)).